# Mukhannathun
Mukhannathun ("efeminados", do árabe مخنثون, "homens que parecem mulheres", singular mukhannath) é a palavra em árabe clássico para pessoas que hoje poderiam ser chamadas transgêneros ou mulheres transexuais (transexuais homem para mulher). Vários "mukhannathun" aparecem em muitos hadith. Em um hadith, o profeta islâmico Maomé protege um mukhannath de um grupo de pessoas indisciplinadas. Esses textos poderiam indicar que transexuais muçulmanos seriam aceitos como são "dentro dos limites de Medina e Meca". Fora do texto religioso, eles são fortemente associados com música e entretenimento.

## Gênero e sexualidade
Os mukhannathun como um grupo não se encaixam perfeitamente em qualquer uma das categorias de sexo ou sexualidade utilizado no Ocidente, neste momento. Enquanto eles não sejam de modo algum heterossexuais, não se pode dizer que eles sejam simplesmente homossexuais masculinos. Ao mesmo tempo que sejam variantes de gênero, parece que a intensidade difere de cada mukhannath para outro.